# Вис, Марья
Марья Маргарета Антье Вис (нидерл. Marja Margaretha Antje Vis; 15 января 1977 года, Хорн, Нидерланды) — нидерландская конькобежка. Участница зимних Олимпийских игр 2002 года, чемпионка Нидерландов в многоборье и 2-кратная на отдельных дистанциях, 8-кратная призёр чемпионата Нидерландов.

## Биография
Мария Вис родилась в Хорне, а выросла в западно-фризской деревне Схеллинкхаут в общине Дрехтерланд. В возрасте 8-ми лет Марья ходила с отцом на каток, где и начала кататься на коньках. Параллельно она занималась лёгкой атлетикой, и поскольку у неё не было выбора, то несколько лет занималась обоими видами спорта. Но поскольку ей больше нравилось кататься на коньках и у неё это получалось лучше, чем в лёгкой атлетике, она выбрала катание на коньках.
С 13 лет выступала соревнованиях в Алкмаре, а в 1997 году на чемпионате Нидерландов впервые выиграла серебряные медали на дистанциях 3000 и 5000 м. В сезоне 1999/2000 года Марья дебютировала на Кубке мира и выиграла Национальный чемпионат в забеге на 3000 м, а через год на дистанции 5000 м. С 2001 по 2004 год она выступала за команду Жака Ори "Team Jumbo-Visma".
В декабре 2001 года Вис прошла олимпийскую квалификацию на дистанции 5000 м, заняв 2-е место в отборочных соревнованиях в Херенвене. В январе 2002 года она стала 6-й в многоборье на чемпионате Европы в Эрфурте, а в феврале на зимних Олимпийских играх в Солт-Лейк-Сити в забеге на 5000 м заняла 13-е место. После игр стала чемпионкой страны в многоборье, а на чемпионате мира в классическом многоборье в Херенвене заняла 9-е место.
В 2003 году опустилась на 3-е место в многоборье на чемпионате Нидерландов после прошлогодней победы. На чемпионате Европы в Херенвене заняла 6-е место, следом на чемпионате мира в Гётеборге заняла 10-е место в многоборье. На чемпионате мира на отдельных дистанциях в Берлине заняла 14-е место в забеге на 3000 м. С сезона 2004/05 выступала за команду KNSB.
Летом 2006 года кроме основных тренировок Марья давала уроки верховой езды у своих родителей в Схеллинкхауте. В сезоне 2006/07 Вис перестала выступать за голландскую команду KNSB и стала спонсироваться компанией "Holland Pharma". На Кубке мира в Москве заняла 4-е место на дистанции 5000 м и 5-е место на дистанции 1500 м, а в забеге на 3000 м в Берлине она даже показала личный рекорд 4:06,99 сек. В декабре на чемпионате Нидерландов поднялась на 3-е место в сумме многоборья.
В январе 2007 года заняла 6-е место в сумме многоборья на чемпионате Европы в Коллальбо, а в феврале на чемпионате мира в классическом многоборье в Херенвене стала 10-й в многоборье. В марте на чемпионате мира на отдельных дистанциях в Солт-Лейк-Сити заняла 6-е место в забеге на 5000 м и 7-е на 1500 м.
Следующие три сезона Марья Вис не показывала хороших результатов в Кубке мира и на чемпионате Нидерландов. Даже переход в команду "Hofmeier Financiële Detachering" не помог и 26 июля 2010 года 33-летняя спортсменка объявила о завершении карьеры.

## Личная жизнь
Марья Вис после спортивной карьеры работает на своего бывшего спонсора фармацевтическую компанию "Holland Pharma". Она мать двоих детей, тренер и руководитель команды "Teklab-Bewustwinkelen.nl" по конькобежному спорту в марафоне.